# Abuls
Der Abuls (deutsch Abbul) ist ein linksseitiger Nebenfluss der Gauja in Lettland.
Der Fluss entspringt auf dem livländischen Höhenrücken. Er fließt durch Smiltene, Trikāta und schließlich Brenguļi, wo sich eine Brauerei an einem Staudamm befindet. Eine Befahrung durch Boote ist möglich.
Die größten Zuflüsse sind Dranda (13 km), Nigra (22 km), Mutulīte, Lisa, Nārvelis (10 km).